# Udalrich
Udalrich oder Uodalrich (auch latinisiert U(o)dalricus) ist ein germanischer Personenname und setzt sich aus den althochdeutschen Wortteilen uodal (Erbgut) und richi (mächtig, Herrscher) zusammen. Die moderne Namensform ist Ulrich.

## Bekannte Namensträger
- Udalrich I. (Graf) († wohl vor 824), fränkisch-alemannischer Graf und Namensgeber der Udalrichinger
- Uodalrîh, siehe Udalricus von Basel (erwähnt von 823 bis 835), Bischof von Basel
- Ulrich von Augsburg (890–973), Heiliger und Bischof von Augsburg
- Oldřich († 1034), Herzog von Böhmen
- Ulrich von Zell (um 1029–1093), Mönch und Heiliger
- Udalricus de Lustnow, siehe Ulrich von Lustnau (um 1100), Zeuge bei einer Schenkung an das Kloster Hirschau
- Uldalricus von Minden, siehe Ulrich von Minden († 1099), deutscher Bischof von Minden
- Udalrich I. († 1099), ab 1075 Bischof von Eichstätt
- Ulrich von Brünn († 1113), Herzog von Brünn und Znaim
- Ulrich I. von Passau (auch: Udalrich; um 1027–1121), Klostergründer und Bischof der Diözese Passau
- Udalricus II. († 1040), Bischof von Basel
- Udalrich II. (Eichstätt) († 1125), ab 1112 Bischof von Eichstätt
- Ulrich von Bamberg (auch: Udalrich von Bamberg oder Udalricus Babenbergensis; † vermutlich 1127), katholischer Geistlicher und Chronist in Bamberg
- Udalrich I. von Scheyern († 1130), Graf von Scheyern und Vogt von Freising
- Udalrich von Graz († nach 1156), Hochfreier
- Udalrich von Graz (Dunkelstein) († nach 1164), Burggraf
- Udalrich II. (Mähren) (1134–1177), Herzog von Brünn und Königgrätz
- Udalrich II. Birker, Abt des Klosters Waldsassen von 1479 bis 1486
- Udalrich Schaufelbühl (1789–1856), Schweizer Politiker